# Колотовые
Колотовые — деревня в Сокольском районе Вологодской области.
Входит в состав Чучковского сельского поселения, с точки зрения административно-территориального деления — в Чучковский сельсовет. Расположена к югу от автодороги А123.
Расстояние по автодороге до районного центра Сокола — 86 км, до центра муниципального образования Чучкова — 3 км.
По переписи 2002 года население — 5 человек.